# Mario Valobra
Mario Valobra (Torino, 19 aprile 1891 – Torino, 23 gennaio 1985) è stato un calciatore italiano, di ruolo ala sinistra.
Era conosciuto anche come Valobra I per distinguerlo dal fratello minore Attilio Valobra.

## Carriera
Mario Valobra giocò nel F. C. Piemonte sin dalla sua fondazione il 1º settembre 1907, nella cui rosa era schierato in attacco. Nel 1908 con la squadra piemontina vinse il Campionato Italiano di Seconda Categoria, a cui potevano partecipare anche le prime squadre delle società minori, segnando un gol nella partita Piemonte-Juventus II 5-3 del 15 marzo e servendo due assist nello spareggio finale Piemonte-Ausonia 4-1 del 17 maggio. Nel 1909 il Piemonte fu ammesso al Campionato Italiano di Prima Categoria e Valobra giocò il suo primo incontro nella massima serie in quella che fu l'unica gara delle eliminatorie regionali piemontesi, Juventus-Piemonte 1-0 del 25 aprile.
Alla fine del 1909 passò alla Juventus, nella cui seconda squadra disputò il Campionato di Seconda Categoria, venendo sconfitto proprio dai suoi ex compagni dopo uno spareggio nelle eliminatorie torinesi. Esordì in prima squadra il 24 aprile 1910 nella partita Juventus-U. S. Milanese 1-2 per il Campionato di Prima Categoria. Nella stagione 1910-1911 giocò in prima squadra tredici giornate del Campionato di Prima Categoria, segnando due gol in Juventus-Andrea Doria 4-2 del 21 maggio 1911 e disputando la sua ultima partita con la maglia bianconera in Juventus-Inter 0-2 del 28 maggio.

## Statistiche

### Presenze e reti nei club
| Stagione        | Club            | Campionato      | Campionato | Campionato | Campionato |
| Stagione        | Club            | Comp            | Pres       | Reti       |            |
| --------------- | --------------- | --------------- | ---------- | ---------- | ---------- |
| 1907-1908       | Piemonte        | SC              | 3          | 1          |            |
| 1908-1909       | Piemonte        | PC              | 1          | 0          |            |
| Totale Piemonte | Totale Piemonte | Totale Piemonte | 4          | 1          |            |
| 1909-1910       | Juventus        | PC              | 1          | 0          |            |
| 1910-1911       | Juventus        | PC              | 13         | 2          |            |
| Totale Juventus | Totale Juventus | Totale Juventus | 14         | 2          |            |
| Totale          | Totale          | Totale          | 18         | 3          |            |